# Zhe Li
Zhe Li es un tenista profesional, nacido el 20 de septiembre de 1986 en la ciudad de Tianjin, China.

## Carrera
Su máximo ranking individual lo consiguió el 21 de marzo de 2016, cuando alcanzó la posición N.º 210 del ranking mundial ATP. Mientras que en dobles alcanzó la posición 136 el 28 de febrero de 2011.
Ha ganado hasta el momento 2 títulos ATP Challenger Series en la modalidad de dobles, los dos en el año 2010 cuando se hizo con el Karshi Challenger en Uzbekistán y el Chang-Sat Bangkok Open disputado en Tailandia.

### Copa Davis
Desde el año 2008 es participante habitual del Equipo de Copa Davis de China. Ha disputado un total de 12 encuentros, ganando en 6 ocasiones y perdiendo en las 6 restantes.

## Títulos; 2 (0 + 2)
| Leyenda                     | Individuales | Dobles |
| --------------------------- | ------------ | ------ |
| Grand Slam                  | 0            | 0      |
| ATP World Tour Finals       | 0            | 0      |
| ATP World Tour Másters 1000 | 0            | 0      |
| ATP World Tour 500 Series   | 0            | 0      |
| ATP World Tour 250 Series   | 0            | 0      |
| ATP Challenger Series       | 0            | 2      |

### Dobles
| N.º | Fecha      | Torneo                | Superficie | Compañero    | Oponentes en la final       | Resultado |
| --- | ---------- | --------------------- | ---------- | ------------ | --------------------------- | --------- |
| 1.  | 16.08.2010 | Challenger de Qarshi  | Dura       | Mao-Xin Gong | Divij Sharan Vishnu Vardhan | 6–3, 6–1  |
| 2.  | 13.09.2010 | Challenger de Bangkok | Dura       | Mao-Xin Gong | Yuki Bhambri Ryler DeHeart  | 6–3, 6–4  |